# Ассоциированная реформатская пресвитерианская церковь в Малави
Ассоциированная реформатская пресвитерианская церковь Малави (англ. The Associated Reformed Presbyterian Church of Malawi, ARPCM) — это реформатская пресвитерианская деноминация в Малави. Церковь образована в 2014 году Джоном Джозефом Матандика.
В 2020 году церковь была включена в состав Реформатской пресвитерианской церкви Малави.

## История
В 2007 году Джон Джозеф Матандика начал работать с миссией «Радость за мир» в Малави, миссией. Организация занималась распространением кальвинизма в стране. В 2012 году пастор получил степень по теологии в Африканском библейском колледже в Уганде. Вернувшись в Малави, в 2014 году он основал Ассоциированную реформатскую пресвитерианскую церковь в Малави. В 2020 году организация была преобразована в состав Реформатской пресвитерианской церкви Малави.

## Доктрина
Церковь присоединяется к Вестминстерскому исповеданию веры, Вестминстерскому большому катехизису и Вестминстерскому краткому катехизису.

## Межцерковные отношения
Деноминация была членом Всемирного реформатского сообщества.